# Día del trabajador rural
El Día del Trabajador Rural se celebra el 30 de abril de cada año en Uruguay a partir de la creación por Ley N.º 19.000 y el día 8 de octubre en Argentina rememorando la sanción de Decreto 28.169 que aprobó el primer Estatuto del Peón Rural, el 8 de octubre de 1944.

## Origen
En la Ley N.º 19.000 el Senado y la Cámara de Representantes de la República Oriental del Uruguay, reunidos en Asamblea General decretan:
Artículo 1.º- Declárase el 30 de abril de cada año "Día del Trabajador Rural", como feriado no laborable pago para los trabajadores que desempeñan esa actividad.
Artículo 2.º- El Poder Ejecutivo organizará y promocionará, durante ese día, las actividades y medidas necesarias destinadas a difundir la importancia de la labor del trabajador rural en nuestro país.
Esto sucedió en la sala de sesiones de la Cámara de Senadores, en Montevideo el 6 de noviembre de 2012 siendo Alberto Couriel el presidente y Hugo Rodríguez Filippini el Secretario.

## Su festejo
En 2014 en el recinto de la Rural del Prado de Montevideo, Uruguay, se celebra el acto en conmemoración del 2° aniversario del Día del Trabajador Rural, oportunidad en la cual se nuclean unos noventa mil trabajadores del campo y asalariados rurales celebrando su día. Este sector laboral agrupa a alrededor de 90 mil personas.

## En Argentina
Se instituyó históricamente el Día del Trabajador Rural recordando la sanción del 8 de octubre de 1944 de primer Estatuto del Peón de Campo, mediante decreto 28.169 del gobierno de facto presidido por el general Edelmiro Farrell, cuyo Secretario de Trabajo fue Juan Domingo Perón. Dicho Estatuto representó un gran avance para la época. Entre otros aspectos, el estatuto establecía medidas en defensa del salario del peón y la estabilidad del trabajador, el pago en moneda nacional, la ilegalidad de deducciones o retenciones, salarios mínimos, descansos obligatorios, alojamiento en mínimas condiciones de higiene, buena alimentación, provisión de ropa de trabajo, asistencia médico-farmacéutica y vacaciones pagas. El estatuto fue luego derogado por otro gobierno militar, restituído en 1974 y vuelto a derogar por el “Proceso de Reorganización Nacional” (1976-1983), para ser reinstaurado y actualizado en el año 2004. En 2011 se sancionó el nuevo estatuto mediante la Ley 26727.